# Lysipomia glandulifera
Lysipomia glandulifera är en klockväxtart som först beskrevs av Hugh Algernon Weddell, och fick sitt nu gällande namn av Rudolf Schlechter och Franz Elfried Wimmer. Lysipomia glandulifera ingår i släktet Lysipomia och familjen klockväxter.

## Underarter
Arten delas in i följande underarter:
- L. g. glandulifera
- L. g. globulifera